# 26-й арсенал РВСП (СРСР)
26-й арсенал Ракетних військ стратегічного призначення (26 АРВСП, об'єкт «Веселка», в/ч 32154, згодом А2251) — військове формування у складі РВСП Збройних сил СРСР та Збройних сил України. Призначено для прийому, ремонту, складання, обліку, зберігання, підтримання в готовності до використання і видачі військам озброєння, запасних частин, інструменту та приладдя (ЗІП), обмінного фонду для підтримки ракетних комплексів в готовності до застосування.

## Історія
27 березня 1954 року, на основі директиви начальника Генерального Штабу №ОРГ 78/62226 від 6 лютого 1954 року і директиви командувача Одеським військовим округом №ОРГ 25000 від 19 квітня 1954 року в районі с. Жеребкове, Ананьївського району, Одеської області почала формуватися військова частина. Формування військової частини та її артилерійського арсеналу було покладено на інженера, полковника Васильєва A.B. і проходило з квітня по травень 1954 року. Директивою командувача Одеським військовим округом №ОУВС/1/0528 від 20 квітня 1954 року в розміщення частини були відряджені військовослужбовці із частин та об'єднань округу.
31 грудня 1992 року 26-й арсенал був переданий в підпорядкування МО України.. 
19 серпня 2002 року, розпорядженням Кабінету Міністрів України №470 і наказу Міністра України з питань надзвичайних ситуацій та у справах захисту населення від наслідків Чорнобильської катастрофи «Про передачу майнового комплексу 26-го арсеналу 43 Ракетної армії "від 23 серпня 2002 №299/216" було здійснено передачу майна до сфери управління МНС України.
31 березня 2003 року, на підставі розпорядження Кабміну України № 183. Сформовано військову частину Д1002 військ Цивільної оборони – 2-й загін забезпечення аварійно-рятувальних робіт.

 На разі це База ресурсного забезпечення аварійно-рятувальних робіт ДСНС України центрального підпорядкування.

## Начальники арсеналу
- полковник Васильєв А. В. (1954 – 1960)
- полковник Мукосей А. М. (1960 – 1967)
- генерал-майор Артюх М. Є. (1967 – 1973)
- генерал-майор Пупков Г. Ф. (1973 – 1977)
- генерал-майор Аксанич Н. С. (1977 – 1988)
- полковник Плоденко Є. П. (1988 – 1989)
- полковник Вдовін А. Г. (1989 – 1992)